# Bibian Norai
Bibian Norai (Amposta, Montsià, 1 de setembre de 1967) és una actriu porno catalana.
Abans de dedicar-se en el negoci del cinema per a adults va estudiar decoració i interiorisme, professió que va exercir fugaçment. Ha treballat sota la direcció de directors com José María Ponce, Xavier Domínguez, Conrad Son, Alex Romero i Narcís Bosch entre d'altres.
A l'octubre de 2003 va ser guardonada com a millor actriu X espanyola el Festival Internacional de Cinema Eròtic de Barcelona (FICEB). Només un mes després va anunciar sobtadament i inesperada la seva retirada del món del cinema X.
Com a directora ha realitzat alguns curtmetratges en vídeo, a més de diversos gonzos i càstings porno en vídeo per a Fisgón Club. També va col·laborar amb la companyia de teatre La Fura dels Baus en el seu espectacle XXX.
L'octubre de 2004 va rebre la Nimfa del públic com a Millor Directora de cinema X en el FICEB.